# タニエラ・モア
タニエラ・モア（Taniela Moa、1985年3月11日 - 2021年12月16日）は、トンガの元ラグビーユニオン選手。

## プロフィール
- トンガ王国トンガタプ島トフォア（Tofoa）出身。
- ポジションはスクラムハーフ（SH）、スタンドオフ（SO）。
- 身長 191cm、体重 102kg。
- トンガ代表通算キャップ数は21でラグビーワールドカップ2011のトンガ代表に選ばれたことがある[1]。

## 略歴
オークランド、ブルーズ、ベイ・オブ・プレンティ、チーフスを経て、2011年、ポーに加入
。
2021年12月16日、死去。36歳没。